# Ingrid Müller-Kuberski
Ingrid Müller-Kuberski (geb. Kuberski; * 7. November 1936 in Leuna) ist eine deutsche Textilkünstlerin, Textilrestauratorin und Kostümbildnerin.

## Leben und Werk
Der Vater Ingrid Kuberskis war Kaufmännischer Angestellter, die Mutter Hausfrau. Ingrids Schwester Angela wurde 1933 geboren. Ingrid machte 1954 an der Ernst-von Harnack-Oberschule Merseburg das Abitur. In ihrer Schulzeit nahm sie im Klubhaus Leuna am Tanz- und am Zeichenzirkel teil.
Sie wollte eigentlich Tanzpädagogin werden und begann 1954 eine Ausbildung an der Palucca-Schule in Dresden, die sie aber schon im Januar 1955 abbrach. Danach arbeitete sie bis 1956 als Aushilfe in der Bibliothek im Klubhaus des VEB Leunawerke „Walter Ulbricht“. Sie wollte in Leipzig Bibliothekswissenschaft studieren, wurde aber nicht angenommen.
1956/1957 machte sie in der Weberei des Instituts für künstlerische Werkgestaltung Burg Giebichenstein ein Praktikum. Danach studierte Ingrid Kuberski bis 1962 bei Willi Sitte, Irmgard Glauche und Lothar Zitzmann am Institut bzw. an der Hochschule für industrielle Formgestaltung mit dem Abschluss als Diplom-Werkkünstler/Textilgestaltung. Vom VEB HAWEBA, dem einzigen Spezialbetrieb der DDR für die manufakturmäßige Herstellung repräsentativer Bildteppiche, erhielt sie das Angebot für eine Festeinstellung. Das lehnte sie ab, weil sie erst noch weitere Städte kennenlernen wollte, und sie arbeitete bis 1967 als Kostümbildassistentin und Kostümbildnerin bei den Städtischen Theatern Leipzig. 1964/1965 machte sie an der Kunsthochschule Berlin-Weißensee bei Heinrich Schmidt ein Teilstudium in der Fachrichtung Kostümgestaltung.
1964 lernte sie den Chemiker und Privatdozenten an der Technischen Universität Magdeburg Dr. Hans-Georg Müller († 2003) kennen, den sie 1964 heiratete. 1966 wurde ihre Tochter Christiane geboren, für deren Betreuung und Erziehung sie eine Auszeit nahm.
1967 zog sie nach Magdeburg. Dort wurde sie dann als Textilgestalterin freiberuflich tätig, anfangs vor allem als Bildwirkerin. 1974 entwarf und webte sie ihren ersten Bildteppich, Wer sich mit fremden Federn schmückt, für das Café des Kunstmuseums Kloster Unser Lieben Frauen.
Ingrid Müller-Kuberski erhielt in der DDR Aufträge der öffentlichen Hand und war auf Ausstellungen vertreten. Von 1972 bis 1976 arbeitete sie als wissenschaftliche Mitarbeiterin des Kunstmuseums Kloster Unser Lieben Frauen. Dort erhielt sie eine Ausbildung als Textilrestauratorin. Seit 1972 arbeitete sie auf diesem Gebiet, u. a. bis 1977 am Domschatz Halberstadt. Ab 1976 war sie erneut freiberuflich tätig. Ab 1980 hatte sie am Museum eine Teilzeitstelle und von 1982 bis 1988 war sie Wissenschaftliche Mitarbeiterin am Kunstmuseum Kloster Unser Lieben Frauen.
Als freie Künstlerin schuf Ingrid Müller-Kuberski insbesondere eine Vielzahl von Bildteppichen, Textil-Applikationen und Stickarbeiten und in den letzten Jahren textile Intarsien und Textil-Collagen. Seit 1998 nutzte sie für ihre künstlerische Arbeit auch den Computer und fertigte insbesondere Computer-Grafiken, Inkjet- und Foto-Drucke nach eigenen Aufnahmen.
Ingrid Müller-Kuberski war ab 1963 Kandidatin und von 1967 bis 1990 Mitglied des Verbands Bildender Künstler der DDR. 1976 wurde sie als Anerkannte Textilrestauratorin in die Arbeitsgruppe Restauratoren des Verbands aufgenommen.
Seit 1990 ist sie Mitglied des Bundesverbands Bildender Künstlerinnen und Künstler. 1993 gründete sie die Textilgruppe Magdeburg, die bis 2009 international besetzte Textilkunst-Pleinairs durchführte.
Sie hatte in der Zeit der DDR und nach der deutschen Wiedervereinigung eine bedeutende Zahl von Einzelausstellungen und Ausstellungsbeteiligungen, u. a. von 1972 bis 1988 in Dresden an der VII. bis X. Kunstausstellung der DDR.
In der Zeit der DDR unternahm sie u. a. eine Reise in das sowjetische Mittelasien. Von 1995 bis 2000 reiste sie nach Tunesien, Israel, Irland, an die Westküste der USA, nach Grönland und Dubai. Dabei sammelte sie fotografische Eindrücke und Ausgangsmaterial für ihre künstlerische Arbeit.

## Museen und öffentliche Sammlungen mit Werken Ingrid Müller-Kuberskis (unvollständig)
- Halle/Saale: Kunstmuseum Moritzburg
- Krosno: Muzeum Rzemiosła (Handwerksmuseum)
- Magdeburg: Kulturhistorisches Museum
- Leipzig: GRASSI-Museum für Angewandte Kunst

## Veröffentlichter Essay Ingrid Müller-Kuberskis
- Der Schwanenteppich von Otto Eckmann. In: Bildende Kunst zwischen 1890 und 1910 aus den Beständen der Magdeburger Museen. 1987, S. 75/76 (Katalog)